# Camaleó de Jackson
El camaleó de Jackson (Chamaeleo jacksonii) és una espècie de sauròpsid (rèptil) escatós de la família dels camaleònids nadiu de l'Àfrica oriental, d'inconfusible aspecte per tenir tres banyes, dues al front i una al nas.

## Distribució geográfica
Els camaleons de Jackson són natius de les regions humides i fredes de Kenya i Tanzània, a l'Àfrica de l'Est, i es troben en altituds per damunt dels 3.000 m. La subespècie T. j. merumontanus només es pot trobar a la muntanya Meru i la regió d'Arusha, Tanzània. La subespècie T. j. xantholophus va ser introduïda Hawaii en la dècada de 1970 i s'hi varen establir poblacions a totes les illes principals. Aquest origen és la font del comerç dels camaleons de Jackson, tot i que actualment n'està prohibit el comerç per evitar l'establiment de criadors.

## Subespècies
Existeixen tres subespècies:
- Chamaeleo jacksonii jacksonii Boulanger 1896
- Chamaeleo jacksonii merumontanus Rand 1958
- Chamaeleo jacksonii xantholophus Eason, Ferguson & Hebrard 1988